# Heneage Finch, 1.º Conde de Aylesford
Heneage Finch, 1.º Conde de Aylesford, PC, KC (c. 1649 — Albury, Surrey, 22 de julho de 1719) foi um advogado e estadista inglês.

## Juventude
Ele era o segundo filho de Heneage Finch, 1.º Conde de Nottingham, e foi educado na Westminster School e em Christ Church, em Oxford, onde foi matriculado em 18 de novembro de 1664. Em 1673, tornou-se barrister do Inner Temple. Seu nome logo se tornou conhecido como o autor de diversos relatórios de julgamentos célebres e de outros tratados jurídicos; foi nomeado membro do Conselho do Rei e de Inns of Court em 10 de julho de 1677; e em 1679, durante a chancelaria de seu pai, foi nomeado procurador-geral, sendo eleito pela Universidade de Oxford para o Parlamento britânico, e em 1685 por Guildford.

## Carreira
Em 1682, ele representou a Coroa no ataque à corporação de Londres, e no ano seguinte, no julgamento de Lorde Russell, quando, de acordo com Gilbert Burnet, e em vários outros julgamentos posteriores, ele preocupou-se mais em mostrar uma eloquência viciosa em transformar as questões com alguma sutileza contra os prisioneiros do que manter um raciocínio austero ou sincero. Porém, ele parece não ter ultrapassado as funções de procurador-geral para a Coroa. Em 1684, no julgamento de Algernon Sidney, ele argumentou que o tratado inédito do acusado era um ato evidente, e apoiou a opinião de Jeffreys de que scribere est agere (escrever é agir). No mesmo ano, foi o conselheiro para Jaime II em sua ação bem-sucedida contra Titus Oates por difamação, e em 1685 processou Oates, representando a Coroa, por perjúrio.
Finch, no entanto, apesar de ser um político tory e um advogado da Coroa, era um religioso convicto, e devido a sua recusa em 1686 em defender como legal, o poder real para dispensar atos parlamentares, ele foi sumariamente demitido por Jaime II. Em junho de 1688, foi o líder do conselho para os Sete Bispos, mas suas táticas equivocadas quase fizeram com que seus clientes perdessem o caso.
Finch representou novamente a Universidade de Oxford na convenção do parlamento, e em todas as assembleias seguintes, exceto na de 1698, quando recebeu o título de nobreza. Porém, nunca deu apoio à Casa de Orange-Nassau, defendeu uma regência em nome de Jaime, e foi um dos poucos na Câmara dos Comuns a se opor ao famoso voto de que Jaime havia quebrado o contrato entre rei e povo, e deixou o trono vago. Ele não ocupou qualquer cargo durante o reinado de Guilherme III, e é descrito por John Macky, como sempre, um grande opositor da administração.
Em 1689, juntou-se na votação para a reversão da proscrição do Lorde Russell, e esforçou-se para defender sua conduta no julgamento, mas foi recusado uma audiência pela Câmara. Opôs-se ao projeto de lei trienal de 1692, mas, em 1696, discursou contra o projeto de associação e prova, que foi votado para a proteção do rei, sob a alegação de que, apesar de Guilherme ser respeitado como soberano, ele não poderia ser reconhecido como rei legítimo e legal. Em 1694, discursou contra a Coroa no caso dos banqueiros.
Em 1703, recebeu o título de Barão Guernsey e foi nomeado conselheiro privado. Após a acessão de Jorge I em 1714, recebeu o título de Conde de Aylesford, sendo confirmado como conselheiro privado e nomeado Chanceler do Ducado de Lancaster, cargo que manteve até fevereiro de 1716. Morreu em 22 de julho de 1719, e foi sepultado em Aylesford, Kent.

## Família
Finch se casou com Elizabeth, filha e coerdeira de Sir John Banks de Aylesford, com quem, além de seis filhas, teve três filhos, dos quais o mais velho, Heneage, sucedeu-o como 2.º Conde de Aylesford. O 2.º conde morreu em 1757, e desde essa data o condado tem sido mantido por seus descendentes diretos, seis dos quais, na sucessão, trazem o nome cristão de Heneage.
Alguns de seus filhos com Elizabeth Banks foram:
- Heneage Finch, 2.º Conde de Aylesford (c. 1683-29 de junho de 1757)
- Anne Finch  (morta em 30 de novembro de 1751)
- John Finch
- Frances Finch  (morta ca. de 21 de março de 1759)
- Elizabeth Finch  (ca. 1679 - 26 de fevereiro de 1757)

## Obras
De acordo com John Macky (Memoirs, p. 71; publicado pelo Roxburghe Club, 1895), ele foi considerado um dos maiores oradores da Inglaterra e um bom advogado; um firme defensor da prerrogativa da Coroa e da jurisdição da Igreja; um homem alto e magro. Era eloquente, zeloso e criterioso, com integridade inflexível.
Muitos de seus argumentos jurídicos estão impressos em State Trials (viii. 694, 1087, ix. 625, 880, 996, X. 126, 319, 405, 1199, xii. 183, 353, 365). Wood atribui a ele a autoria de An Antidote against Poison... Remarks upon a Paper printed by Lady (Rachel) Russel (1683), contido em  State Trials (ix. 710) para Sir Bartholomew Shower; porém, veja a alusão deste último a ela na p. 753. Em Hist. of His Own Times, i. 556.